# Saktivarman
Saktivarman  ou Jaya Sakitvarman est un roi de la VIe Dynastie du royaume de Champā qui règne 
en 908

## Contexte
Saktivarman ou Jaya Sakitvarman est le fils de Jaya Simhavarman Ier et de la reine Tribhuvanadevi. il succède à son père en 908 mais son accession au trône semble avoir été la cause d'une grave crise dynastique car la même année le roi Bhadravarman III, lié par son union à une lignée cadette, est proclamé roi

## Source
- Anne-Valérie Schweyer La vaisselle en argent de la dynastie d'Indrapura (Quàng Nam, Việt Nam) Études d'épigraphie cam II. Bulletin de l'École française d'Extrême-Orient  année 1999  n° 86  p.  345-355 & Tableau généalogique p. 351.
- Georges Maspero “Le Royaume De Champa.” T'oung Pao, vol. 11, no. 1, 1910. Dynastie VII 900-986 p. 60-71 JSTOR, www.jstor.org/stable/4526131. Consulté le 24 décembre 2020.